# Ostarbeiter

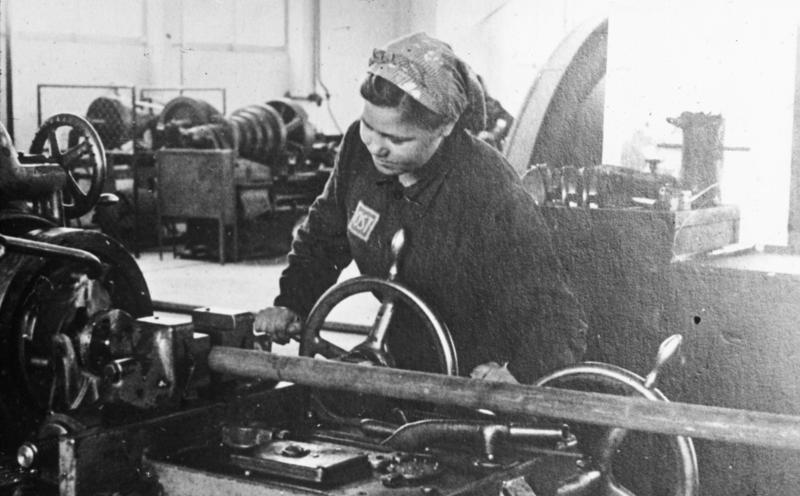
Mujer con una insignia de Ostarbeiter en la fábrica de IG-Farbenwerke, subsidiaria de Auschwitz.

El término Ostarbeiter (en alemán: [ˈɔstˌʔaʁbaɪtɐ], literalmente "trabajador del Este") hace referencia a los trabajadores esclavos extranjeros reunidos de la Europa Central y Oriental ocupada para realizar trabajos forzados en la Alemania nazi durante la Segunda Guerra Mundial. Los alemanes comenzaron a deportar civiles al comienzo de la guerra y comenzaron a hacerlo a niveles sin precedentes después de la Operación Barbarroja en 1941. Detuvieron a Ostarbeiter de los distritos alemanes recién formados del Reichskommissariat Ukraine, del Distrito de Galitzia (a su vez adscrito al Gobierno General), y del Reichskommissariat Ostland. Estas áreas comprendían la Polonia ocupada por los alemanes y los territorios conquistados de la Unión Soviética. Según Pavel Polian, más del 50 % de los Ostarbeiter eran soviéticos originarios del territorio de la actual Ucrania, seguidos de las trabajadoras polacas (que se acercan al 30 % del total). Los trabajadores orientales incluían ucranianos étnicos, polacos, bielorrusos, rusos, tártaros y otros. Las estimaciones del número de Ostarbeiter oscilan entre 3 millones y 5,5 millones.
En 1944, la mayoría de los nuevos trabajadores tenían menos de 16 años porque los mayores eran normalmente reclutados para el servicio en Alemania; el 30 % tenía entre 12 y 14 años de edad cuando se lo llevaron de sus hogares. El límite de edad se redujo a 10 en noviembre de 1943. Los Ostarbeiter eran a menudo víctimas de violaciones, y se produjeron decenas de miles de embarazos debido a esas violaciones.
Los Ostarbeiter a menudo recibía raciones insuficientes y se veían obligados a vivir en campos de trabajo vigilados. Muchos murieron de hambre, exceso de trabajo, bombardeos (con frecuencia se les negó el acceso a los refugios antiaéreos), abusos y ejecuciones llevadas a cabo por sus supervisores alemanes. A estos trabajadores a menudo se les negaba el salario; cuando sí les pagaban, recibían el pago en una moneda especial que solo podía usarse para comprar productos específicos en los campamentos donde vivían.
Después de la guerra, las potencias ocupantes repatriaron a muchos de los más de 2,5 millones de Ostarbeiter liberados. Los que regresaron a la URSS sufrieron el ostracismo social. Las autoridades estadounidenses prohibieron la repatriación de Ostarbeiter en octubre de 1945, y algunos de ellos emigraron a los EE. UU. así como a otros países no pertenecientes al Bloque Oriental. En el 2000, el gobierno alemán y miles de empresas alemanas hicieron un pago único de poco más de 5000 millones de euros a las víctimas Ostarbeiter del régimen nazi.

## Terminología
Véase también: Trabajos forzados en la Alemania nazi

Insignia de un Ostarbeiter.

Los registros oficiales alemanes de finales del verano de 1944 enumeraban a 7,6 millones de trabajadores civiles extranjeros y prisioneros de guerra en el territorio del Gran Reich Alemán, que en su mayor parte habían sido llevados allí por la fuerza. Por lo tanto, representan aproximadamente una cuarta parte de todos los trabajadores registrados en toda la economía del Reich alemán en ese momento.
Se creó un sistema de clases entre los Fremdarbeiter (trabajadores extranjeros) traídos a Alemania. El sistema de múltiples niveles se basó en jerarquías nacionales. Los Gastarbeitnehmer, los llamados "trabajadores invitados" de los países germánicos, Escandinavia e Italia, tenían el estatus más alto. Los Zwangsarbeiter (trabajadores forzados) incluían a Militärinternierte (militares internados), prisioneros de guerra, Zivilarbeiter (trabajadores civiles); y principalmente prisioneros polacos del Gobierno General. Recibían salarios reducidos y raciones de comida y tenían que trabajar más horas que los primeros, no podían usar las instalaciones públicas (como el transporte público, restaurantes o iglesias), se les prohibía poseer ciertos artículos y algunos debían llevar una insignia: la "P de polaco" - en su ropa. Los Ostarbeiter eran los trabajadores del Este, principalmente del Reichskommissariat Ukraine. Estaban marcados con una insignia que decía "OST" (Este) y estaban sujetos a condiciones aún más duras que los trabajadores civiles. Fueron obligados a vivir en campamentos especiales que estaban cercados con alambre de púas y bajo vigilancia, y estuvieron particularmente expuestos a la arbitrariedad de la Gestapo y los guardias de las plantas industriales comerciales. Al final de la guerra, 5,5 millones de Ostarbeiter fueron devueltos a la URSS.

## Historia
A finales de 1941, se desarrolló una nueva crisis en Alemania. Tras la movilización de hombres en sus ejércitos masivos, el país enfrentó una escasez de mano de obra necesaria para sus industrias de guerra. Para ayudar a superar esta escasez, Göring decretó traer personas de los territorios ocupados durante la Operación Barbarroja en Europa Central y Oriental. Estos trabajadores fueron denominados Ostarbeiter. La crisis se profundizó a medida que avanzaba la guerra contra la Unión Soviética. Para 1944, la política incluyó secuestros masivos de prácticamente cualquier persona para satisfacer las necesidades laborales de la Organización Todt entre otros proyectos similares; entre 40 000 y 50 000 niños polacos de entre 10 y 14 años fueron secuestrados por las fuerzas de ocupación alemanas y transportados a Alemania como trabajadores esclavos durante la llamada Heuaktion. La Heuaktion (alemán: literalmente: operación de heno) era un acrónimo para referirse a niños supuestamente sin hogar, sin padres y sin tutores. Después de llegar a Alemania, los niños fueron entregados al Servicio de Trabajo del Reich o a las fábricas de aviones Junkers. El propósito secundario de estos secuestros fue presionar más a las poblaciones adultas para que se entregara en lugar de los niños.

### Reclutamiento y secuestro

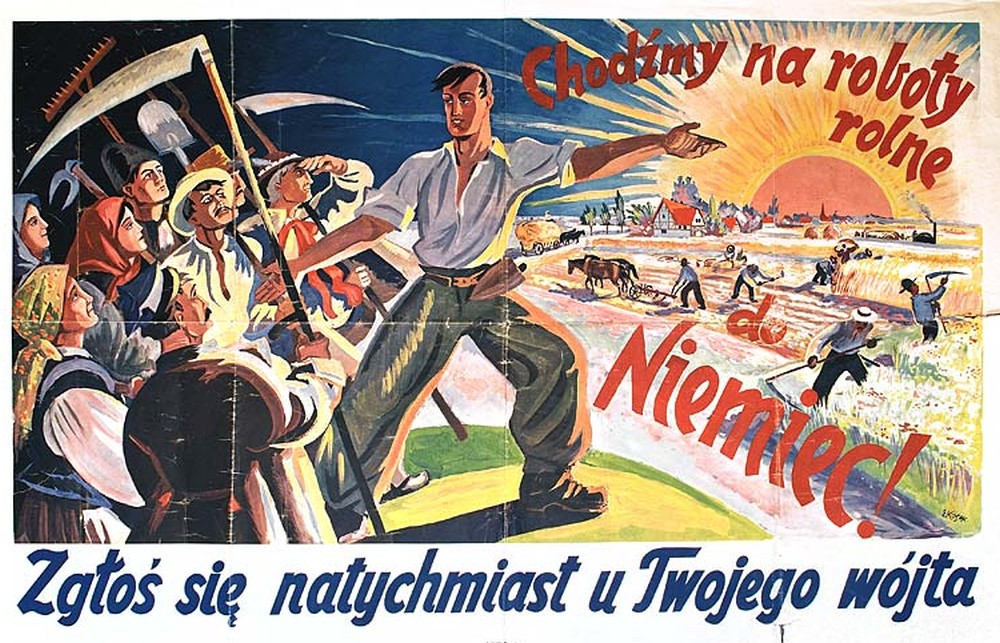
"Hagamos trabajo agrícola en Alemania. Infórmese inmediatamente en su Vogt" de un puesto de contratación.

Inicialmente, Fritz Sauckel lanzó una campaña de reclutamiento en enero de 1942 para que los trabajadores fueran a Alemania. "El 28 de enero partirá el primer tren especial para Alemania con comidas calientes desde Kiev, Zdolbunov y Przemyśl", ofrecía el anuncio. El primer tren estaba lleno cuando partió de Kiev el 22 de enero.
La campaña continuó en los meses siguientes. "¡Alemania te llama! ¡Ve a la bella Alemania! 100 000 ucranianos ya están trabajando en la Alemania libre. ¿Y tú?" decía un anuncio en un periódico de Kiev el 3 de marzo de 1942. Sin embargo, se supo de las condiciones infrahumanas que los ucranianos encontraban en Alemania y la campaña no logró atraer suficientes voluntarios. Se implementó el reclutamiento forzoso, aunque la propaganda todavía los describía como voluntarios.
Con la noticia de las terribles condiciones a las que se enfrentaban muchos Ostarbeiter en Alemania, los voluntarios pronto fueron disminuyendo. Como resultado, los alemanes se vieron obligados a recurrir a redadas masivas, a menudo utilizando la táctica de apuntar a grandes concentraciones como congregaciones de iglesias y multitudes en eventos deportivos, con grupos enteros simplemente marchando a punta de pistola a los camiones de ganado que esperaban, y deportarlos a Alemania.

### Niñeras
Una categoría especial fue la de mujeres jóvenes contratadas para actuar como niñeras; Hitler argumentó que a muchas mujeres les gustaría tener hijos, y muchas de ellas estaban restringidas por la falta de ayuda doméstica. (Este fue uno de los muchos esfuerzos realizados para promover la tasa de natalidad). Dado que las niñeras estarían en estrecha compañía de los niños alemanes y en una posición en la que podrían ser explotadas sexualmente, debían ser aptas para la germanización. Himmler habló de recuperar así la sangre alemana y beneficiar también a las mujeres, que tendrían un ascenso social a través del trabajo en Alemania e incluso la oportunidad de casarse allí. Solo podrían asignarse a familias con muchos niños que también capacitarían adecuadamente a las niñeras. Estas asignaciones fueron realizadas por la NS-Frauenschaft. Originalmente, esta captación se llevó a cabo solo en los territorios anexionados de Polonia, pero la falta de mujeres que pasaron el control se extendió a toda Polonia, y también a los territorios ocupados de la URSS.

### Condiciones
Dentro de Alemania, los Ostarbeiter vivían en campos privados propiedad y administrados por las grandes empresas, o en campos especiales custodiados por servicios policiales pagados de forma privada conocidos como Werkschutz. Trabajaban un promedio de doce horas al día, seis días a la semana. Se les pagaba aproximadamente el 30 % del salario de los trabajadores alemanes; sin embargo, la mayor parte del dinero se destinaba a alimentos, ropa y manutención. Las autoridades laborales, la RSHA Arbeitskreis, se quejaban de que muchas empresas consideraban a estos extrabajadores civiles soviéticos como "prisioneros civiles", los trataban en consecuencia y no les pagaban ningún salario. Aquellos que recibían un salario, obtenían papel moneda y sellos de ahorro especialmente impresos, que solo podían usar para la compra de un número limitado de artículos en tiendas especiales de los campos. Por ley, se les daban peores raciones de alimentos que a otros grupos de trabajo forzoso. Se dieron escasas raciones y alojamiento primitivo a estos desafortunados en Alemania.
Los Ostarbeiter tenían limitados sus movimientos, en algunos casos podían moverse únicamente por los campos de trabajo. Siendo étnicamente eslavos, las autoridades alemanas los clasificaron como los Untermenschen ("subhumanos"), que podían ser golpeados, aterrorizados y asesinados por sus transgresiones. Los que intentaban escapar eran ahorcados donde otros trabajadores pudieran ver sus cuerpos. La salida sin autorización o la fuga se castigaba con la muerte. Los nazis prohibieron las relaciones sexuales entre alemanes y orientales. El 7 de diciembre de 1942, Himmler pidió que cualquier "relación sexual no autorizada" se castigara con la muerte. De acuerdo con estas nuevas leyes raciales, todas las relaciones sexuales, incluso aquellas que no resultaban en embarazo, eran severamente castigadas como Rassenschande (contaminación racial). Durante la guerra, cientos de polacos y rusos fueron ejecutados por mantener relaciones sexuales con mujeres alemanas, a pesar de que los principales infractores -escribió Ulrich Herbert- eran los trabajadores civiles franceses e italianos a los que no se les prohibió tener contactos sociales con ellas.
La violación de mujeres Ostarbeiter fue extremadamente común y provocó decenas de miles de embarazos causados por violación. El número de partos no deseados fue tan alto que tuvieron que crearse cientos de centros especiales de maternidad nazis para trabajadoras extranjeras con el fin de disponer de sus bebés.
Muchos Ostarbeiter murieron cuando los bombardeos aliados tuvieron como objetivo las fábricas donde trabajaban y las autoridades alemanas se negaban a permitirles la entrada a los refugios antiaéreos. Muchos también murieron porque las autoridades alemanas ordenaron que "debían trabajar hasta la muerte".
Las autoridades nazis intentaron reproducir tales condiciones en las granjas, ordenando a los agricultores que integraran a los trabajadores en su fuerza laboral mientras imponían una separación social total, incluso no permitiéndoles comer en la misma mesa, pero esto resultó mucho más difícil de hacer cumplir. Las relaciones sexuales en particular pudieron tener lugar a pesar de los esfuerzos por aumentar la "conciencia racial" de las mujeres alemanas. Cuando la situación militar de Alemania empeoró, las condiciones de estos trabajadores a menudo mejoraron cuando los agricultores intentaron protegerse contra una derrota.
Los trabajadores nativos alemanes se desempeñaron como capataces y supervisores del trabajo forzoso en las fábricas y, por lo tanto, no se desarrolló solidaridad entre los extranjeros y los ciudadanos alemanes. Los trabajadores alemanes se acostumbraron a las desigualdades planteadas por el racismo contra los trabajadores y se volvieron indiferentes a su difícil situación.

### Estadísticas

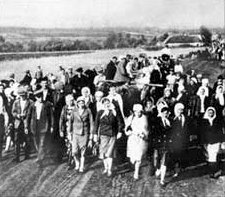
Ucranianos de Cherkashchyna parten a la Alemania nazi para servir como trabajadores forzados, 1942.

Durante la ocupación alemana de Europa Central y Oriental en la Segunda Guerra Mundial (1941-1944), más de 3 millones de personas fueron llevadas a Alemania como Ostarbeiter. Algunas estimaciones elevan la cifra a 5,5 millones. Entre dos tercios y tres cuartos de los más de 3 000 000 de Ostarbeiter eran ucranianos. La estadística del profesor Kondufor es que 2 244 000} ucranianos fueron obligados a trabajar como esclavos en Alemania durante la Segunda Guerra Mundial. Otra estadística sitúa el total en 2 196 166 de esclavos ucranianos Ostarbeiter en Alemania (Dallin, p. 452). Ambas estadísticas probablemente excluyen a varios cientos de miles de ucranianos de Galitzia, por lo que el total podría ser de unos 2,5 millones.
Había más Ostarbeiter mujeres que hombres. Fueron empleados en agricultura, minería, fabricación de armamento, producción de metales y ferrocarriles. Inicialmente, los Ostarbeiter fueron enviados a campamentos intermedios, donde los trabajadores fueron seleccionados para sus asignaciones directamente por representantes de empresas hambrientas de mano de obra. Ford-Werke en Colonia y Opel en Russelsheim y Brandenburgo emplearon cada una a miles de Ostarbeiter en sus plantas.
Algunos Ostarbeiter trabajaban para empresas privadas, aunque muchos trabajaban en las fábricas de armamento. Estas fábricas fueron los principales objetivos de los bombardeos aliados. Se consideró que los Ostarbeiter eran bastante productivos y eficientes. Se pensaba que los hombres eran el equivalente al 60-80 % de un trabajador alemán, y las mujeres, el 90-100 %. Dos millones de ucranianos trabajaron principalmente en las fábricas de armamento, incluida la fábrica de cohetes V2 en Peenemünde.
Según Alexander Dallin, en diciembre de 1944, las cifras de despliegue fueron tales:
| Labor                                     | Número de Ostarbeiter |
| ----------------------------------------- | --------------------- |
| Agricultura                               | 725 000               |
| Minería                                   | 93 000                |
| Fabricación de maquinaria y aquipamientos | 180 000               |
| Industria metalúrgica                     | 170 000               |
| Ferrocarriles                             | 122 000               |

### Embarazos
Véase también: Centros de cuidados nazis para hijos de trabajadores extranjeros
Para evitar la Rassenschande (violación de las leyes raciales por parte de los alemanes), los agricultores recibieron folletos de propaganda sobre el mestizaje, que fueron completamente ineficaces. El desenfrenado abuso sexual de las mujeres Ostarbeiters polacas y soviéticas a manos de sus supervisores provocó decenas de miles de nacimientos no deseados. Un asombroso 80 % de las violaciones ocurrieron en las granjas donde trabajaban las chicas polacas. Los recién nacidos fueron sacrificados en secreto en los centros de maternidad nazis. En los Arbeitslagers, los bebés murieron en el lugar. Los trabajadores de las fábricas occidentales tenían burdeles. Se suponía que debían ser reclutados en igual número de hombres y mujeres, por lo que no se necesitarían burdeles. Las trabajadoras siempre fueron alojadas en barracones separados. Sin embargo, las SS sospechaban que "engañaban para salir del trabajo" al concebir. La política anterior de enviarlos a casa para dar a luz fue reemplazada por el Reichsführer-SS en 1943 con un decreto especial sobre el aborto. Contrariamente a la ley nazi contra los abortos, las Ostarbeiter solían ser obligadas a abortar.
Ocasionalmente, cuando la trabajadora y el padre del bebé eran "de buena sangre" (por ejemplo, noruego), el niño podía resultar "racialmente valioso". En tales casos, se investigaba el parentesco y se evaluaba a ambos padres. Si fallecían, a la mujer se le permitiría dar a luz y el niño sería retirado para germanizarlo. Si se consideraba que la mujer era particularmente adecuada, podría ser internada en una institución del Lebensborn. Sin embargo, cuando los niños nacidos no eran considerados adecuados, se enviaban a las instalaciones de la Ausländerkinder-Pflegestätte, donde hasta el 90 % de ellos morirían debido a un abandono calculado.
En algunas zonas rurales, las autoridades descubrieron que las amas de casa alemanas se inclinaban por cuidar a los niños nacidos de sus trabajadoras, junto con sus propios hijos. Se intentó segregar a estos niños y utilizar una propaganda despiadada para establecer que si un trabajador de "sangre extraña" daba a luz en Alemania, significaba una separación inmediata y total del niño. Se hicieron repetidos esfuerzos para propagar el Volkstum (conciencia racial) con el fin de evitar la Rassenschande entre alemanes y trabajadores extranjeros, sin embargo, la llegada de trenes con chicas polacas a ciudades y pueblos alemanes generalmente se convirtió en mercados de esclavas sexuales.

### Experimentos médicos
Como resultado del trato abusivo, los Ostarbeiter sufrieron graves traumas psicológicos, y quienes fueron admitidos en hospitales psiquiátricos fueron a menudo víctimas de abuso y asesinato. El régimen nazi también aprobó el empleo de Ostarbeiter en experimentos médicos.
El 6 de septiembre de 1944, el Reichsminister del Interior ordenó el establecimiento de unidades especiales para los Ostarbeiter en varios hospitales psiquiátricos del Reich. La razón dada fue: "Con el considerable número de Ostarbeiter que han sido traídos al Reich alemán como fuerza laboral, su admisión en hospitales psiquiátricos alemanes como pacientes con enfermedades mentales se ha vuelto más frecuente [...] Con la escasez de espacio en los hospitales alemanes, es irresponsable tratar a estas personas enfermas, que en un futuro previsible no estarán en condiciones de trabajar, durante un período prolongado en instituciones alemanas." El número exacto de Ostarbeiter asesinados en estas instituciones psiquiátricas aún no se conoce. 189 Ostarbeiter fueron admitidos en la unidad Ostarbeiter de Heil- und Pflegeanstalt Kaufbeuren; 49 murieron como resultado de la malnutrición o de inyecciones mortales.

## Repatriación

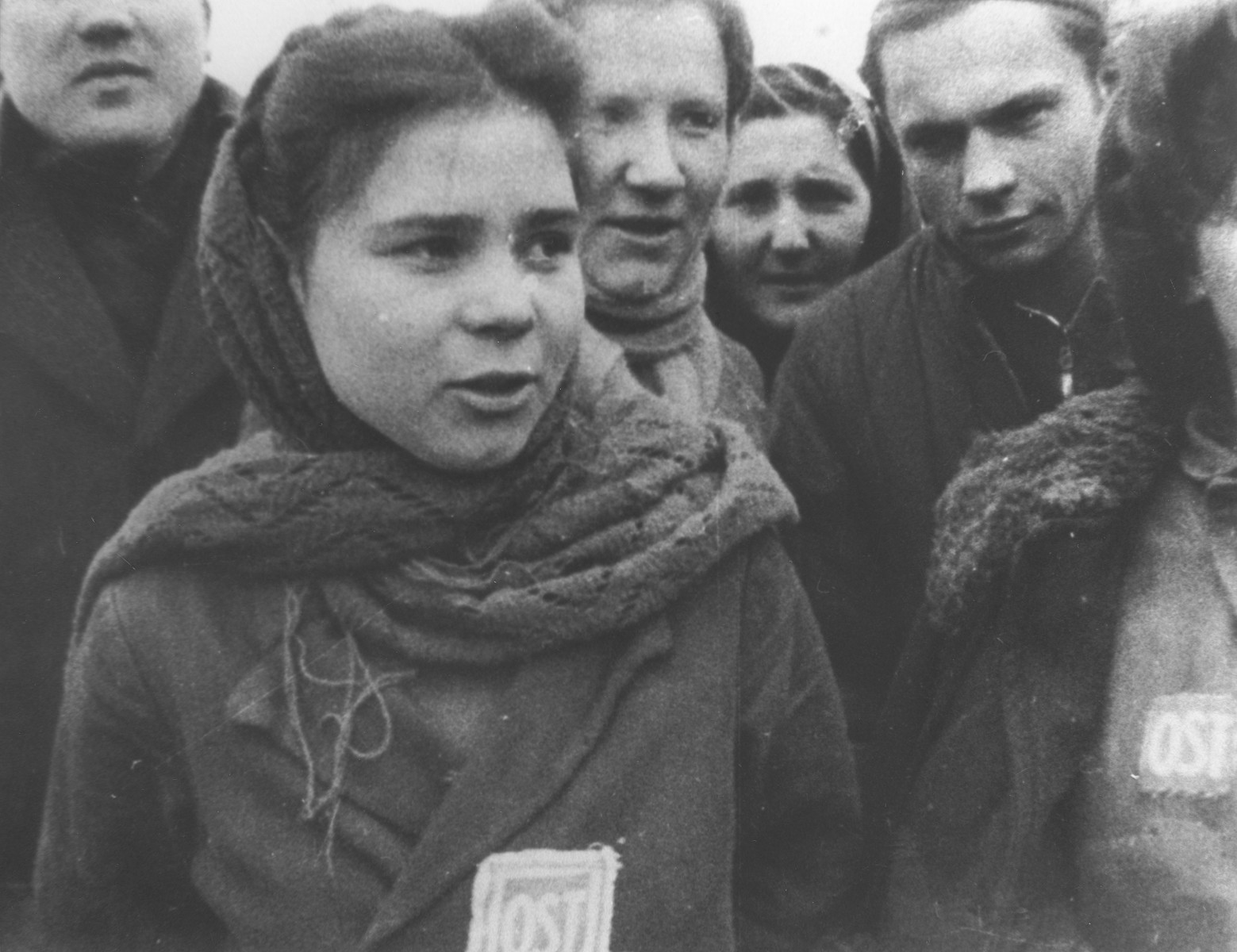
Las trabajadoras forzadas que llevan insignias "OST" (Ostarbeiter) son liberadas de un campo cerca de Lodz.

Después de la guerra, muchos de los Ostarbeiter fueron inicialmente colocados en campos de refugiados desde donde luego fueron trasladados a Kempten para su evaluación y devueltos a su país de origen, principalmente a la URSS. Los soviéticos también utilizaron brigadas especializadas en agitprop para convencer a muchos Ostarbeiter de que regresaran.
Muchos Ostarbeiter aún eran niños o adolescentes cuando se los llevaron y querían volver a casa con sus padres. Otros que se dieron cuenta o comprendieron la realidad política de la posguerra se negaron a regresar. Aquellos en las zonas de ocupación soviéticas fueron devueltos automáticamente. Los que se encontraban en las zonas de ocupación francesa y británica se vieron obligados a regresar en virtud de la Conferencia de Yalta, que establecía que "los ciudadanos de la Unión Soviética y de Yugoslavia debían ser entregados a sus respectivos países, independientemente de su consentimiento".
En octubre de 1945, el general Eisenhower prohibió el uso de la fuerza en la repatriación en la Zona Americana. Como resultado, muchos Ostarbeiter comenzaron a escapar a la Zona Americana. Algunos, ante el regreso a la realidad soviética, optaron por suicidarse.
A su regreso a la Unión Soviética, los Ostarbeiter a menudo eran tratados como traidores. Muchos fueron trasladados a lugares remotos de la Unión Soviética y se les negaron los derechos básicos y la oportunidad de obtener más educación. Aquellos que regresaron a casa también fueron quebrantados física y espiritualmente. Además, las autoridades consideraron que tenían una "lealtad cuestionable" y, por lo tanto, fueron discriminados y privados de muchos de sus derechos de ciudadanía.
Los Ostarbeiter sufrieron de estigmatización sancionada por el estado, con referencias especiales en sus pasaportes (y los pasaportes de sus hijos y familiares) mencionando su tiempo en Alemania durante la guerra. Como resultado, muchos trabajos estaban fuera del alcance de cualquiera que tuviera la mala suerte de tener tal estatus, y durante los períodos de represión, los extrabajadores esclavos a menudo eran condenados al ostracismo por la comunidad soviética en general. Muchas víctimas han testificado que desde la guerra han sufrido toda una vida de abusos y sospechas por parte de sus compatriotas, muchos de los cuales los han acusado de ser traidores que ayudaron a los alemanes y vivieron cómodamente en el Tercer Reich mientras Ucrania ardía.

## Pensiones y retribuciones
En el año 2000 se creó la Fundación "Recuerdo, Responsabilidad y Futuro", un proyecto del Gobierno Federal Alemán y 6500 empresas de la Iniciativa de la Fundación de la Industria Alemana, que desembolsó 10 000 millones de marcos alemanes (5100 millones de euros) a los antiguos trabajadores forzosos. Se trata de un pago único de 2000 euros por trabajador, mucho menos que el valor de su trabajo ajustado a la inflación. De los más de 2 millones de Ostarbeiter en Ucrania, 467 000 recibieron una cantidad total de 867 millones de euros, y a cada trabajador se le asignó un pago único de 4300 marcos. Los últimos pagos se realizaron en 2007.

## Investigación
Los relatos publicados de testigos presenciales de la experiencia ucraniana de los Ostarbeiter son prácticamente inexistentes en Ucrania, aunque hubo 2 244 000 de ellos de Ucrania, según el historiador ucraniano Yuri Kondufor. El Servicio de Archivos del Estado de Ucrania ahora tiene una colección de documentos en línea que muestran avisos oficiales publicados por el gobierno alemán de ocupación en Ucrania. Un total de 3 000 000 de Ostarbeiter fueron llevados a Alemania, y se estima que los ucranianos constituyeron alrededor del 75 % del total. Ucrania, según algunas fuentes, perdió alrededor de 10 millones de personas en la Segunda Guerra Mundial, que fue una de las mayores pérdidas de cualquier país en la guerra.
Algunos Ostarbeiter sobrevivieron a la guerra y emigraron a países fuera de Europa, principalmente a Estados Unidos, aunque algunos también llegaron a Argentina, Australia, Canadá y Brasil. Los Ostarbeiter que se encontraban en las zonas británica o francesa fueron repatriados automáticamente. Solo los que se encontraban en la zona americana no se vieron obligados a regresar a sus países de origen. En comparación, los ucranianos del oeste de Ucrania y la región del Báltico no se vieron obligados a regresar a la Unión Soviética, porque el Reino Unido no reconoció esos territorios como parte de la URSS.